# Филмографија Кларка Гејбла
Кларк Гејбл (1901–1960) био је амерички глумац и продуцент који је глумио у више од 70 дугометражних филмова и неколико краткометражних филмова. Гејбл је започео своју глумачку каријеру у позоришним представама, пре свог филмског дебија 1924. године. Након бројних споредних улога, Гејбл је добио главну улогу 1931. године, постајући један од најзначајнијих водећих мушких глумаца у Холивуду. Често је глумио са сталним партнеркама, међу којима је шест филмова са Џин Харлоу, седам са Мирном Лој и осам са Џоан Крофорд.
Прва Гејблова улога уз Џоан Крофорд била је у филму Dance, Fools, Dance (1931), првом од осам филмова у којима су заједно наступили. Тада је био наведен као шести на шпици. Исте године, појавио се и у гангстерском филму The Secret Six (1931), који је обележио његов први филм са Харлоу. Године 1932. глумио је са својом будућом супругом Керол Ломбард у филму No Man of Her Own (1932). У наредној улози у филму Dancing Lady (1933), Гејбл је наступио заједно са Тедом Хилијем и његовим триом The Three Stooges, као и Фредом Астером, који је тада дебитовао на филму. Гејблова улога у филму Френка Капре Догодило се једне ноћи (1934) донела му је Оскара за најбољег глумца.
За своју улогу у филму Побуна на броду Баунти (1935), Гејбл је био номинован за Оскара за најбољег глумца. Потом се појавио у филму San Francisco (1936), који је био најуспешнији филм те године. Године 1937. глумио је у филму Saratoga (1937); његова партнерка Џин Харлоу преминула је током снимања. Гејбл је затим глумио у филму Too Hot to Handle (1938), последњем од његових седам филмова са Мирном Лој. Потом је тумачио Рета Батлера у филму Прохујало са вихором (1939), глумећи уз Вивијен Ли и Оливију де Хевиленд. Филм је доживео огроман успех, освојио је Оскара за најбољи филм и остварио највећи зараду на благајни свих времена када се прилагоди инфлацији.
Следеће године, Гејбл је глумио са Хеди Ламар у филму Comrade X (1940), који је режирао Кинг Видор. Такође је те године изашао филм Strange Cargo (1940), Гејблов последњи филм са Крофорд. Његов последњи филм пре придруживања Ваздухопловним снагама САД био је Негде ћу те пронаћи (1942). Током рата, нарацију је радио у пропагандном филму Wings Up (1942) и снимао документарни филм Combat America (1945).
Први Гејблов филм након повратка из рата био је Adventure (1945), у режији Виктора Флеминга. Његова следећа улога била је уз Аву Гарднер и Дебору Кер у филму Пропагандисти (1947). Потом је сарађивао са Гарднер и Грејс Кели у филму Могамбо (1953), римејку његовог ранијег филма Red Dust (1932). Године 1958. Гејбл је наступио у филму Run Silent, Run Deep (1958), у којем су такође глумили Берт Ланкастер и Дон Риклс. Исте године, глумио је уз Дорис Деј и Мејми Ван Дорен у филму Најдражи ученик (1958), за који је био номинован за Златни глобус за најбољег глумца у мјузиклу или комедији. Гејбл је глумио са Софијом Лорен у филму Све је почело у Напуљу (1960). Његово последње филмско појављивање било је у вестерну Неприлагођени (1961), у режији Џона Хјустона, који је објављен постхумно. То је такође била последња глумачка улога Мерилин Монро.

## Филмови
| Год.  | Наслов                          | Улога                       | Напомена                                                | Реф.          |
| ----- | ------------------------------- | --------------------------- | ------------------------------------------------------- | ------------- |
| 1924. | White Man                       | брат Леди Андреина          | филмски деби, сматра се изгубљеним филмом               | [ 9 ]         |
| 1924. | Forbidden Paradise              |                             |                                                         | [ 10 ]        |
| 1924. | The Iron Horse                  |                             |                                                         | [ 10 ] [ 11 ] |
| 1925. | The Merry Widow                 |                             |                                                         | [ 10 ] [ 12 ] |
| 1925. | The Plastic Age                 | атлетичар                   |                                                         | [ 10 ] [ 13 ] |
| 1931. | The Painted Desert              | Ренс Брет                   | споредна улога                                          | [ 14 ] [ 15 ] |
| 1931. | The Easiest Way                 | Ник Фелики                  |                                                         | [ 16 ]        |
| 1931. | Dance, Fools, Dance             | Џејк Лува                   |                                                         |               |
| 1931. | The Finger Points               | Луис Џ. Бланко              |                                                         | [ 17 ]        |
| 1931. | Тајних шест                     | Карл Лукнер                 | споредна улога                                          | [ 18 ]        |
| 1931. | Laughing Sinners                | Карл Лумис                  |                                                         | [ 19 ]        |
| 1931. | A Free Soul                     | Ејс Вилфонг                 |                                                         | [ 20 ]        |
| 1931. | Ноћна болничарка                | Ник                         |                                                         | [ 21 ]        |
| 1931. | Sporting Blood                  | Ворен Рид Ридел             |                                                         | [ 22 ]        |
| 1931. | Susan Lenox (Her Fall and Rise) | Родни Спенсер               |                                                         | [ 23 ] [ 24 ] |
| 1931. | Possessed                       | Марк Витни                  |                                                         |               |
| 1932. | Hell Divers                     | Стив Нелсон                 |                                                         | [ 25 ]        |
| 1932. | Polly of the Circus             | Џон Хартли                  |                                                         | [ 26 ]        |
| 1932. | Red Dust                        | Денис Карсон                |                                                         | [ 27 ]        |
| 1932  | Strange Interlude               | Др. Нед Дарел               |                                                         | [ 28 ]        |
| 1932. | No Man of Her Own               | Џери Бејб Стјуарт           |                                                         | [ 29 ]        |
| 1933. | The White Sister                | Ђовани Севери               |                                                         | [ 30 ]        |
| 1933. | Hold Your Man                   | Еди Хол                     |                                                         | [ 31 ] [ 32 ] |
| 1933. | Night Flight                    | Џулс Фабијан                |                                                         | [ 33 ]        |
| 1933. | Dancing Lady                    | Печ Галагер                 |                                                         | [ 34 ]        |
| 1934. | Догодило се једне ноћи          | Питер Ворн                  |                                                         | [ 3 ] [ 35 ]  |
| 1934. | Men in White                    | Др. Џорџ Фергусон           |                                                         | [ 36 ]        |
| 1934. | Manhattan Melodrama             | Едвард Џ. "Блеки" Галагер   |                                                         | [ 37 ]        |
| 1934. | Chained                         | Мајкл "Мајк" Бредли         |                                                         | [ 38 ]        |
| 1934. | Forsaking All Others            | Џефри "Џеф" Вилијамс        |                                                         | [ 39 ]        |
| 1935. | After Office Hours              | Џејмс "Џим" Бранч           |                                                         | [ 40 ]        |
| 1935. | Зов дивљине                     | Џек Торнтон                 |                                                         | [ 41 ]        |
| 1935. | Кинеска мора                    | капетан Алан Гаскел         |                                                         | [ 42 ]        |
| 1935. | Побуна на броду Баунти          | Флетчер Кристијан           |                                                         | [ 43 ]        |
| 1936. | Супруга против тајнице          | Ван Станхоп                 |                                                         | [ 44 ] [ 45 ] |
| 1936. | San Francisco                   | Блеки Нортон                |                                                         | [ 46 ]        |
| 1936. | Cain and Mabel                  | Лари Кејн                   |                                                         | [ 47 ] [ 48 ] |
| 1936. | Love on the Run                 | Мајкл "Мајк" Ентони         |                                                         | [ 49 ]        |
| 1937. | Parnell                         | Чарлс Стјуарт Парнел        |                                                         | [ 50 ]        |
| 1937. | Саратога                        | Дјук Бредли                 |                                                         | [ 51 ]        |
| 1938. | Test Pilot                      | Џим Лејн                    |                                                         | [ 52 ]        |
| 1938. | Too Hot to Handle               | Кристофер "Крис" Хантер     |                                                         | [ 53 ]        |
| 1939. | Idiot's Delight                 | Хари Ван                    | Гејбл изводи Ирвинг Берлинову песму Puttin' On the Ritz | [ 54 ]        |
| 1939. | Прохујало са вихором            | Рет Батлер                  |                                                         | [ 55 ]        |
| 1940. | Strange Cargo                   | Андре Верне                 |                                                         | [ 56 ]        |
| 1940. | Петролеј                        | одрасли Џон Макмастерс      |                                                         | [ 57 ]        |
| 1940. | Comrade X                       | Мкинли Б. "Мек" Томпсон     |                                                         | [ 58 ] [ 59 ] |
| 1941. | They Met in Bombay              | Џералд Мелдрик              |                                                         | [ 60 ]        |
| 1941. | Honky Tonk                      | Џонсон                      |                                                         | [ 61 ]        |
| 1942. | Негде ћу те пронаћи             | Џонатан "Џони" Дејвис       |                                                         | [ 62 ]        |
| 1945. | Adventure                       | Хари Патерсон               |                                                         | [ 63 ]        |
| 1947. | Пропагандисти                   | Виктор Алби Норман          |                                                         | [ 64 ] [ 65 ] |
| 1948. | Homecoming                      | Делби "Ли" Џонсон           |                                                         | [ 66 ]        |
| 1948. | Одлука команде                  | Кејси" Денис                |                                                         | [ 67 ]        |
| 1949. | Any Number Can Play             | Чарли Енли Кинг             |                                                         | [ 68 ]        |
| 1950. | Key to the City                 | Стив Фиск                   |                                                         | [ 69 ]        |
| 1950. | To Please a Lady                | Мајк Бранан                 |                                                         | [ 70 ]        |
| 1951. | Кроз дивљину Мисурија           | Флинт Мичел                 | други назив Преко широког Мисурија                      | [ 71 ] [ 72 ] |
| 1952. | Lone Star                       | Деверо Берк                 |                                                         | [ 73 ]        |
| 1953. | Немој ме оставити               | Филип Сатерланд             |                                                         | [ 74 ]        |
| 1953. | Могамбо                         | Виктор Марсвел              |                                                         | [ 6 ]         |
| 1954. | Betrayed                        | Питер Девентер              |                                                         | [ 75 ]        |
| 1955. | Плаћеник                        | Хенк Ли                     |                                                         | [ 76 ]        |
| 1955. | Високи људи                     | Бен Алисон                  |                                                         | [ 77 ]        |
| 1956. | Краљ и четири краљице           | Дан Кехо                    | други назив Краљ и четири даме; такође продуцент        | [ 78 ] [ 79 ] |
| 1957. | Банда анђела                    | Хејмиш Бонд                 |                                                         | [ 80 ] [ 81 ] |
| 1958. | Торпедо                         | Рич Ричардсон               | други назив Рони тихо, рони дубоко                      | [ 82 ]        |
| 1958. | Најдражи ученик                 | Џејмс Ганон / Џејмс Галагер |                                                         | [ 83 ]        |
| 1959. | But Not for Me                  | Расел Вард                  |                                                         | [ 84 ]        |
| 1960. | Све је почело у Напуљу          | Мајкл Хамилтон              | други назив Почело је у Напуљу                          | [ 85 ] [ 86 ] |
| 1961. | Неприлагођени                   | Гејлорд Ландон              | посмртно издање                                         | [ 8 ]         |

## Пропагандни филмови из Другог светског рата
| Год.  | Наслов               | Улога   | Напомена         | Реф.          |
| ----- | -------------------- | ------- | ---------------- | ------------- |
| 1942. | Show Business at War | себе    |                  | [ 87 ]        |
| 1942. | Wings Up             | наратор |                  | [ 88 ]        |
| 1945. | Combat America       | наратор | такође продуцент | [ 89 ] [ 90 ] |

## Кратки филмови
| Год.  | Наслов                   | Улога | Напомена                                                                    | Реф.   |
| ----- | ------------------------ | ----- | --------------------------------------------------------------------------- | ------ |
| 1931. | The Christmas Party      | себе  |                                                                             | [ 91 ] |
| 1935. | Starlit Days at the Lido | себе  |                                                                             | [ 92 ] |
| 1936. | The Candid Camera Story  | себе  |                                                                             | [ 93 ] |
| 1937. | Hollywood Party          | себе  |                                                                             | [ 94 ] |
| 1938. | Hollywood Goes to Town   | себе  |                                                                             | [ 95 ] |
| 1939. | Hollywood Hobbies        | себе  |                                                                             | [ 96 ] |
| 1940. | Northward, Ho!           | себе  | Архивски снимци, поглед иза сцене на стварање Северозападног пролаза (1940) | [ 97 ] |
| 1941. | You Can't Fool a Camera  | себе  |                                                                             | [ 98 ] |
| 1950. | Screen Actors            | себе  |                                                                             | [ 99 ] |